# 亞洲世紀

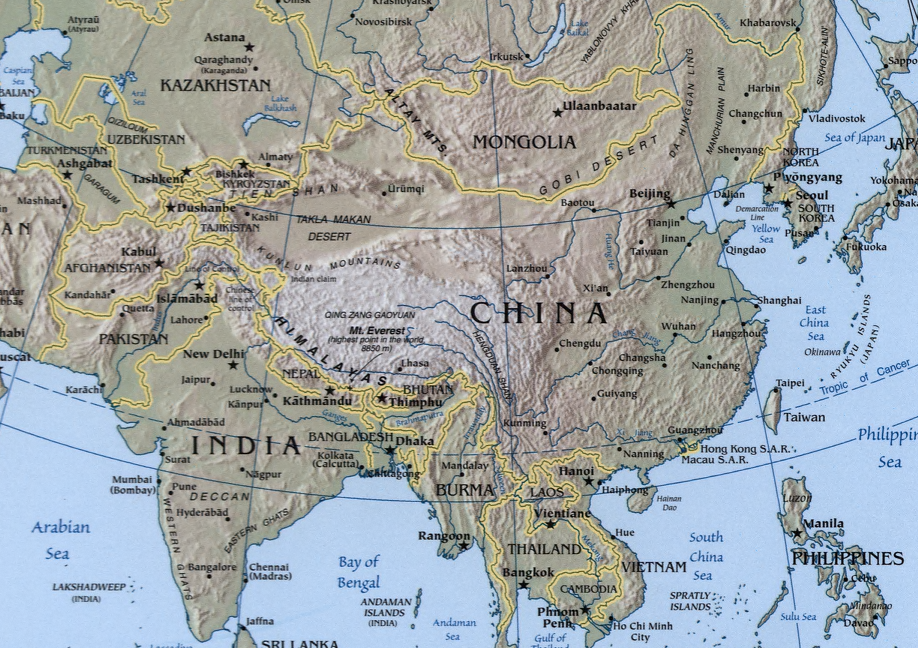
中国和印度是世界上人口最多的两个国家，预计经济将迅速增长。

亚洲世纪是对21世纪亚洲在政治和文化方面占主导地位的预测，该预测基于人口和经济趋势的持续存在。类似于19世纪被称为英国的帝国世纪和20世纪被称为美国的美国世纪的概念。
根据亞洲開發銀行2011年的一项研究，到2050年，亚洲有30亿人口（约占预计的50.3亿亚洲总人口的56.6%）可能会享受到类似今天欧洲的生活水平，并且到本世纪中叶，该地区的产出可能占全球总产出的一半以上。
有人认为，亚洲地区不断强调团结，并且地区内国家之间的关系日益成熟和进步，这将进一步支撑21世纪成为亚洲世纪的形成。 然而，中国和印度之间的明显分歧标志着亞洲國家間的關係仍相當緊張。

## 起源
在1924年，卡爾·豪斯霍弗爾（Karl Haushofer）使用了“太平洋时代”这个术语，设想了日本、中国和印度的增长：“我们的眼前正在展开一个巨大的空间，有力量涌入其中……等待着太平洋时代的曙光。这一时代将将取代大西洋时代、超越地中海和欧洲时代”亚洲世纪这个短语起源于1980年代中期到晚期，并被归因于1988年中国领袖邓小平与印度总理拉吉夫·甘地的会晤，邓小平在会晤中说： “近年来人们一直在说下一个世纪将是亚洲和太平洋的世纪，仿佛这是肯定的事情。我不同意这种观点。” 在此之前，亚洲世纪这个词汇在1985年出现在美国参议院外交关系委员会的听证会中。 亚洲世纪之后得到了亚洲政治领袖的再次确认，并且现在已经成为媒体中广泛使用的术语。

## 原因
在2010年之前的三十年中，亚洲展现出强劲的经济表现，与世界其他地区相比，可能是亚洲世纪的有力证据。尽管这种经济表现的差异已被认知了一段时间，但具体的个别挫折（例如1997年的亞洲金融風暴）往往掩盖了广泛的趋势。然而，到了21世纪初，可以明确地认为，这种更强劲的亚洲表现不仅是可持续的，而且具有可能显著改变地球上的权力分配的力量和规模。随之而来的是，全球领导地位在一系列重要领域——国际外交、军事力量、技术和软实力——也可能由一个或多个亚洲国家承担。
许多学者提供了促成亚洲显著发展的因素，馬凱碩（Kishore Mahbubani）提出了七个支撑因素，使亚洲国家在许多方面都表现出色，并为自己提供了与西方国家相匹敌的可能性。这七个支撑因素包括：自由市场经济、科学技术、精英领导体制、实用主义、和平文化、法治和教育。
教授约翰·韦斯特（John West）在他的书《亚洲世纪……岌岌可危》中提出了以下观点：
"在21世纪的过程中，印度很有可能崭露头角，成为亚洲的主导力量。已经有迹象表明，印度的经济增长速度超过中国，这一趋势有可能持续下去，除非中国认真进行经济改革。此外，根据联合国的数据，印度的人口将在2022年超过中国，并且到2100年可能高出约50%。"
在2019年，圣安德鲁斯大学的亚洲安全讲师克里斯·奥格登教授写道：“尽管在人均收入和基础设施方面仍相对落后，但随着这种财富转化为军事、政治和制度影响力（通过联合国和亚洲基础设施投资银行等机构），亚洲两大强国将获得结构性的中心地位和重要性，使它们成为全球关键支点。充满期待的人口和富有表现力的领导人正在加速并支持这一关键性，如果环境污染和腐败等生存问题能够克服，将预示着一个以亚洲为中心，以中国和印度为中心的世界秩序的出现，将在未来几十年内成为国际事务的重要基础。”

### 人口统计
亚洲的人口增长预计至少会持续到21世纪上半叶，尽管自20世纪末以来增速已经显著减缓。在21世纪初，亚洲拥有40亿人口，预计到2050年将增长到超过50亿人口。虽然亚洲在全球人口中所占的比例不预计会有很大变化，但预计北美和欧洲在全球人口中的份额将下降。

### 经济学

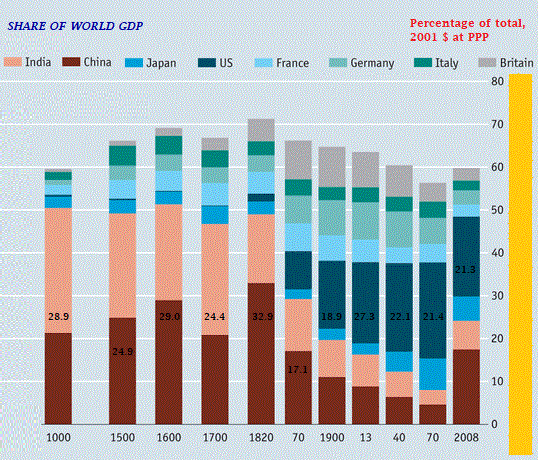
根据安格斯·麦迪逊的估计，从公元1年到2003年，主要经济体对世界GDP的全球贡献。在18世纪之前，按GDP产出计算，中国和印度是两个最大的经济体。

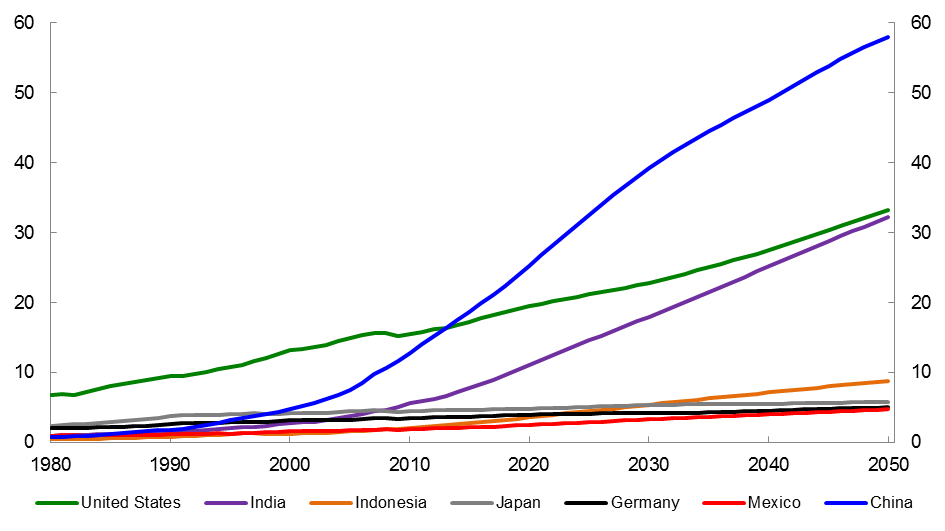
预计7年2050个最大经济体的 GDP

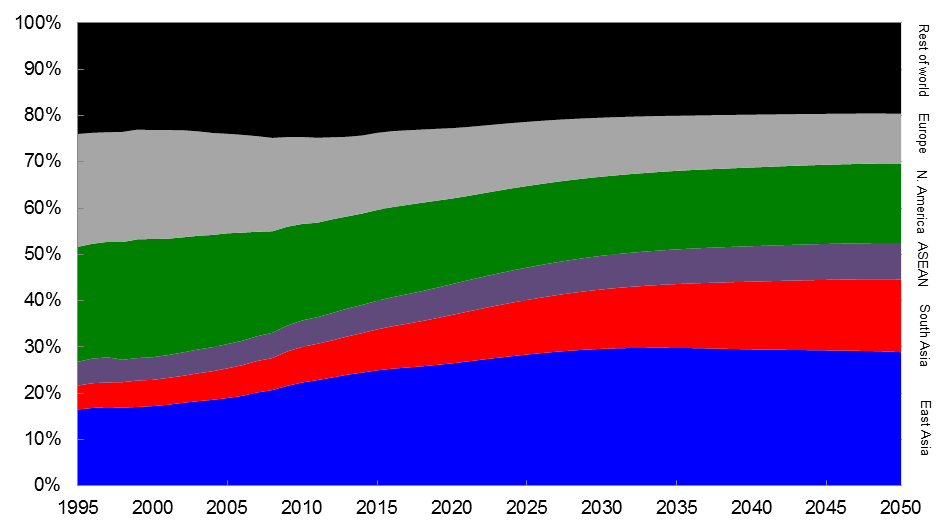
到 2050 年按地区划分的全球 GDP 预计份额

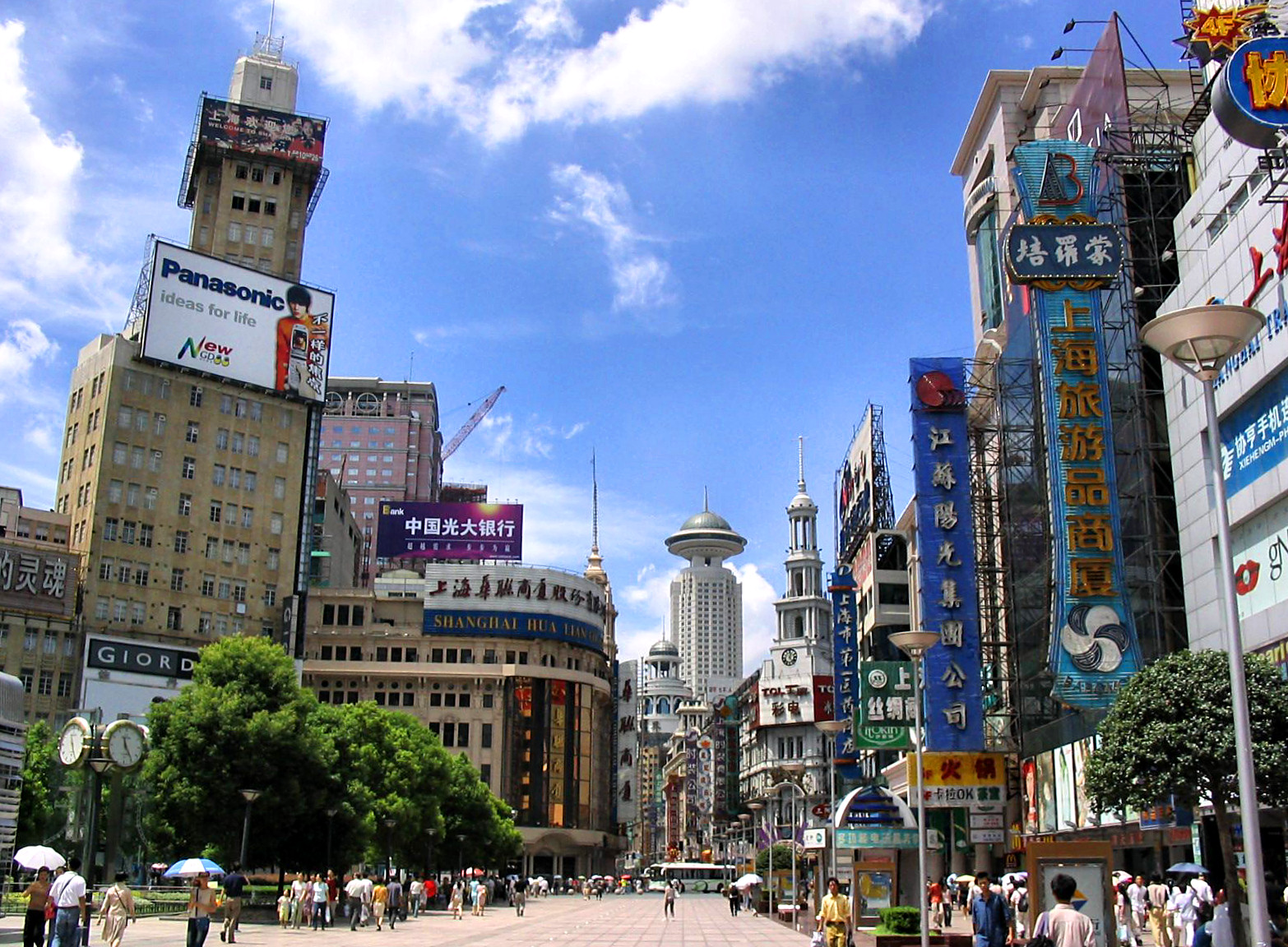
上海南京路是世界上最繁忙的购物街之一，是中国大陆经济增长及其庞大消费群的典范。

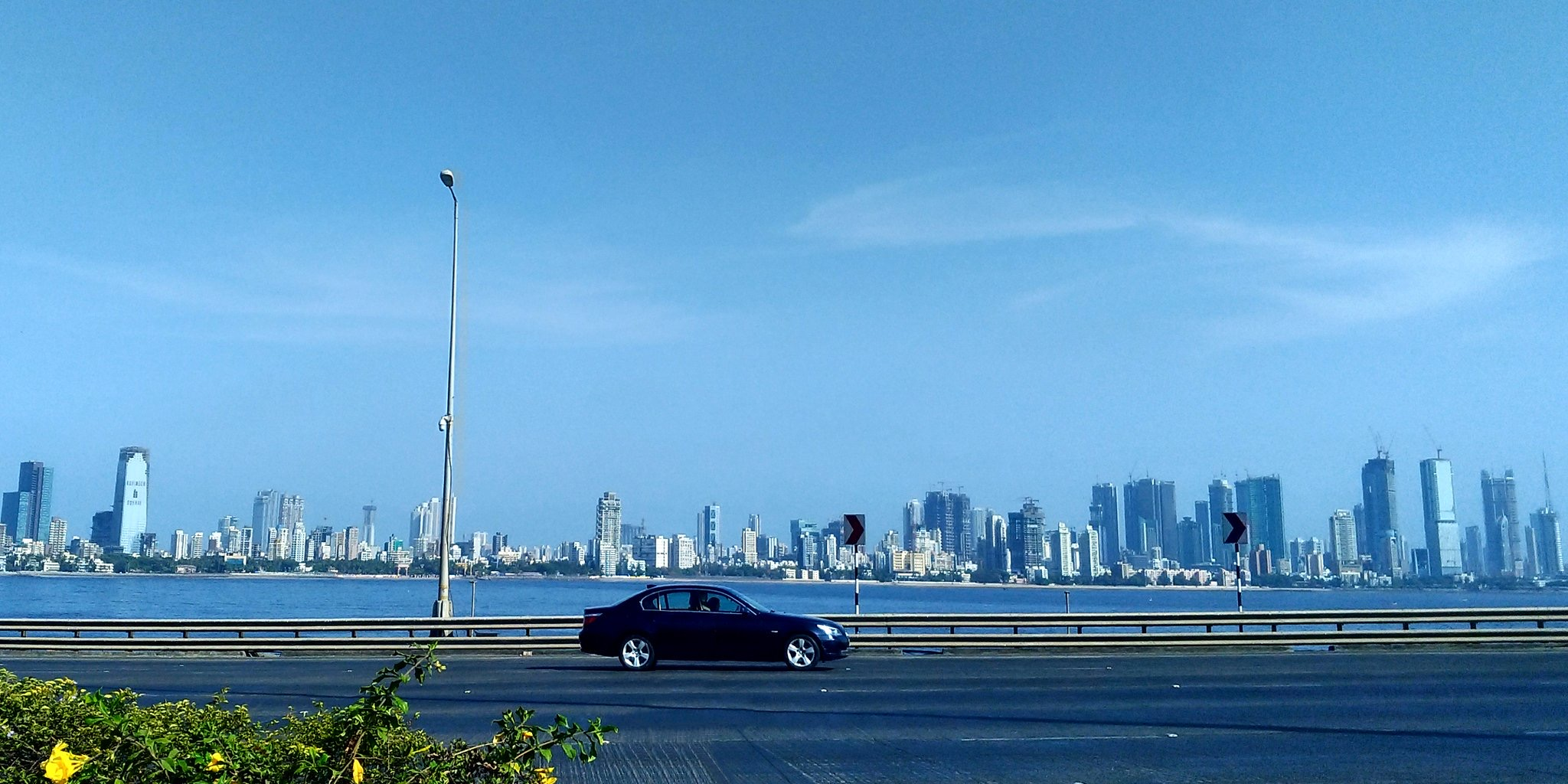
印度的中产阶级人口达到3亿，以每年5%的速度增长。这里展示的是孟买南部的高档地区。

主要的推动因素是亚洲，特别是中国和印度，继续保持生产率增长，随着生活水平的提高。即使没有完全趋同于欧洲或北美的生活水平，到2050年，亚洲可能将生产全球一半的GDP。与冷战后期相比，当时北美和欧洲合计产生了全球一半的GDP，这是一个重大的变化。亞洲開發銀行在2011年的一项研究中指出：“到2050年，亚洲将将其在全球国内生产总值（GDP）中的份额几乎翻倍，达到52%，亚洲将重新夺回大约300年前曾经占据的主导经济地位。”
亚洲世纪的概念假设亚洲经济体能够在未来40年内保持其发展势头，适应不断变化的全球经济和技术环境，并不断创造比较优势。在这种情景下，根据亚洲开发银行在2011年的模型估算，亚洲的GDP将从2010年的17万亿美元增长到2050年的174万亿美元，相当于全球GDP的一半。在同一研究中，亞洲開發銀行估计，七个经济体（中国、印度、印度尼西亚、日本、韩国、泰国、马来西亚）将引领亚洲强国的增长；根据亚洲世纪的情景，该地区将没有贫穷国家，而2011年时有八个贫穷国家。
自中国在20世纪70年代末（农村私有化）和20世纪90年代初（大多数城市）进行经济改革以来，中国经济已经连续三十年保持了8%到10%之间的经济增长率。印度经济在20世纪80年代末和90年代初也开始了类似的升势，尽管在这段时间内平均增长率约为4%，但在2005年略微增长到8%，并在2006年达到9.2%，然后在2009年放缓至6%。 然后在2010年达到8.9%。
这两个发展方向都涉及在一定程度上管理的经济自由化政策，以及将经济面向全球化的转向（包括出口和吸引外部投资）。这种自由化和全球化的程度仍然存在争议。它们是两国关键政治领导人，特别是印度和中国，经过深思熟虑的决策的一部分。此外，这两个国家的人口总数超过25亿，为潜在市场提供了巨大潜力。这两个国家内部消费市场的发展是经济发展的重要基础。与日本、欧盟甚至美国相比，这使得中国和印度的国内增长率要高得多。基于劳动力成本更低的国际商品和服务的成本优势使得这两个国家能够对全球产生竞争压力。
“东方化”这个术语被用来指代东方（主要是日本）管理技术在西方的传播。
亚洲经济主导地位增强的趋势也基于对最近历史经济趋势的推演。高盛（Goldman Sachs）在其金砖国家（BRIC）经济预测中，强调了中国大陆将在2050年成为世界最大经济体，印度将成为第二大经济体的趋势，以GDP计算。该报告还预测了每个国家将主导的产业类型，导致一些人认为中国大陆是“世界工业车间”，印度是“伟大的服务社会”之一。截至2009年，被认为是新兴工业化国家的大多数国家都位于亚洲。
到2050年，东亚和南亚经济将增长超过20倍。随之而来的是人类发展指数的提高，这是用来衡量生活水平的指标。印度的人类发展指数将接近0.8。东亚的人类发展指数将接近0.94，或者非常接近欧盟和美国等西方国家的生活水平。这意味着很难确定这两者之间的财富差异。由于东亚和印度的人口众多，它们的经济规模将非常庞大，如果当前趋势持续下去，印度的长期人口可能接近中国的两倍。东亚可能在2030年早期就超过所有西方国家的总经济规模。如果数以亿计的贫困人口继续脱贫进入中产阶级，南亚也可能很快跟随。

#### 建设项目

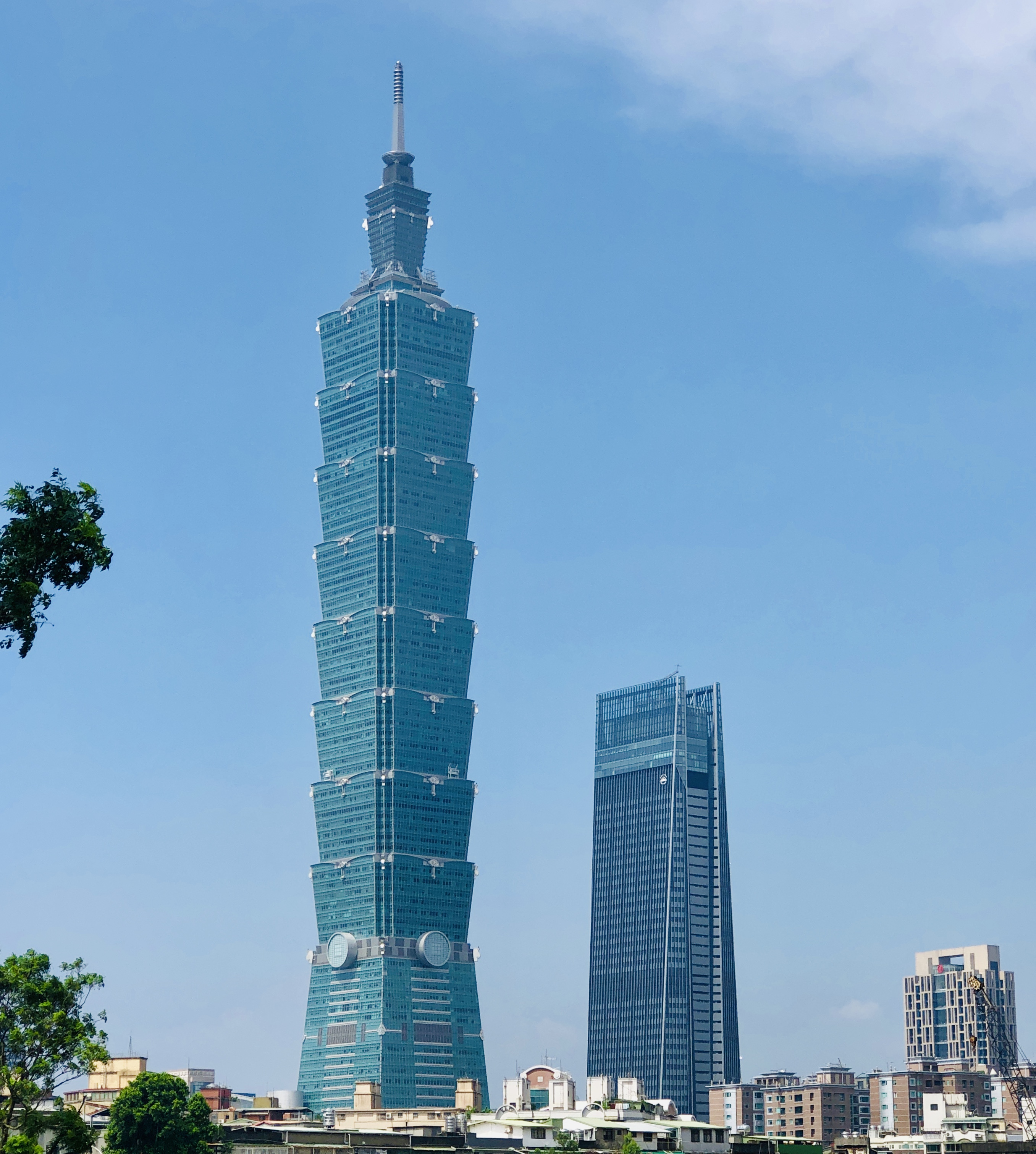
台湾台北的台北 101摩天大楼，曾经是世界上最高的建筑，从2004年到2010年。

有预测显示，在接下来的几年里，最具创新性的建筑项目将在亚洲展开。作为经济实力的象征，亚洲已经建造了一些超高层摩天大楼，目前正在亚洲进行的建筑项目比世界上任何其他地区都要多。已完成的项目包括：吉隆坡雙峰塔、上海环球金融中心、香港国际金融中心、台湾台北101、阿拉伯联合酋长国迪拜哈利法塔和上海中心大厦。未来的建筑项目承诺将更高，例如吉隆坡的默迪卡118和达卡的Legacy Tower。

### 文化
文化上，亚洲世纪以印度流派电影（宝莱坞、平行电影）、香港流派电影（武俠片、香港動作電影）、日本动画和韓流为象征。对亚洲文化的认识可能是一个更具文化意识的世界的一部分，正如《文明冲突》论文所提出的。同样，对亚洲文化的肯定影响了亚洲人在亚洲和亚洲侨民社区中的身份政治。
酷日本指数正在飙升；日本的文化产品，包括电视节目，无疑地在美国观众中非常流行，而且已经持续多年。 2021年，全球有141個國家和地區正在實施日語教育。總學習人數為379萬4714人。
风水类书籍名列畅销非小说书榜首，风水学校也在不断增加。大型银行和跨国公司聘请风水顾问，为他们提供办公室布局的建议。人们愿意在东方医学、疗法和按摩形式上添加补充，而放弃传统的西方医学，倾向于使用诸如指压和针灸等技术。像艾灸和指压按摩这样的做法在西方备受欢迎。 几乎所有东方武术，如功夫、柔道、空手道、合气道、跆拳道、剑道、柔术、太极拳、气功、八卦和形意拳，以及它们众多的关联流派和分支流派，都拥有。
亚洲烹饪因为亚洲移民的原因，以及非亚洲人对亚洲食材和美食的浓厚兴趣而在西方地区非常流行。即使在英国、加拿大、北欧或美国的小镇，通常都能找到至少一家印度或中国餐馆。 在北美洲、澳大利亚以及世界其他地方，也出现了受到亚洲启发的美食的餐厅。例如，华馆餐厅和贝威亚洲餐厅这两个例子，它们不仅在美国广泛存在，华馆餐厅还在世界其他地区设有分店。一些受到亚洲美食启发的食品产品也已经推出，其中包括著名的面条品牌美極。在澳大利亚、新西兰、爱尔兰和英国，引入了一款以亚洲灵感为特色的面条系列，名为Maggi Fusian；而在德国和奥地利，推出了一款长期畅销的产品系列，名为Maggi Magic Asia。包括受到中国、日本、韩国、印度、马来西亚、新加坡、印度尼西亚和泰国菜肴启发的丰富面条品种。
瑜伽已经在印度和亚洲以外地区获得了广泛的流行，进入了西方世界的主流文化。
尽管英语的普及持续扩展，但在亚洲以外的地区，对亚洲语言的学习和教授变得更加受欢迎。近年来，在美国，越来越多的人相信掌握中文具有经济优势，因此对中文的研究引起了更大的关注。中国对孔子学院的支持正在受到鼓励，孔子学院已在许多国家开设，教授中国语言和文化。
截止2010年，汉语被评为互联网上使用最广泛的第二种语言，近四分之一的互联网用户使用汉语，日语排名第四，韩语排名第十。根据中央情报局（CIA）的数据，截止2020年，中国拥有最多的互联网用户，印度排名第三，日本排名第六，印度尼西亚排名第十。
印度拥有世界上最大的电影产业， 印度电影业生产的电影比诺莱坞和好莱坞还多。
在二十世纪初期，很少有人是素食者。据报道，在第二次世界大战期间，英国有大约5000万人口，但只有10万人是素食者，占总人口的约0.2%。到了1990年代，估计英国素食者的比例在4.2%到11%之间，并且正迅速增加。正如Porritt和Winner所观察到的，甚至在20世纪60年代和70年代初，“成为素食者被认为是异常的”，但“现在它既受尊敬又很常见”。”
韩流的传播，尤其是韓國流行音樂和韓國電視劇在亚洲以外地区的推广，催生了满足这一需求的服务。其中，Viki和DramaFever就是向国际观众提供韩剧以及其他亚洲内容的代表性服务。SBS亚洲流行音乐频道和亚洲流行电台是两个广播相关的音乐服务，致力于在整个澳大利亚传播韩国流行音乐的热潮。除了韩国流行音乐之外，亚洲流行电台还专注于推广其他亚洲流行音乐，涵盖印尼、泰国、日本、马来西亚和新加坡等地的音乐。  同样，SBS亚洲流行音乐频道也关注来自中国和日本的其他东亚流行音乐，以及在某种程度上与韩国流行音乐相结合的东南亚流行音乐。随着亚洲相关内容的不断普及，“SBS亚洲流行音乐频道”已经成为SBS的一个品牌名称，涵盖了来自亚洲国家，如中国、韩国、日本和印度等地的电视节目和新闻等SBS内容。这一举措进一步强化了该平台在澳大利亚传播亚洲文化和音乐的地位。
西方地区对东方文化和哲学的不断增强意识和流行趋势导致了东方文化物品在这些国家的销售。其中最著名的是佛像，从用于花园的雕像到用于家居的物品都有。印度教神明如象头神的雕像以及东亚的阴阳等符号也在许多西方国家的商店中有售。澳大利亚的连锁店Ishka销售许多来自印度的东方文化物品。然而，销售东方文化物品也遭到了批评，有人认为许多购买这些物品的人并不理解它们的意义，认为这是东方主义的一种表现。

### 宗教
甚至在20世纪50年代，杰出的思想历史学家克兰·布林顿仍然可以将“吸引东方智慧的现代团体”视为“宗派主义的"、“边缘的”，以及“不在西方思想和情感的主要潮流之内”。然而，一些西方人已经皈依了东方宗教，或者至少对它们表现出了浓厚的兴趣。例如，披头士乐队曾追随玛哈礼希‧玛赫西‧优济，首先在1967年前往威尔士的班戈，随后在1968年前往印度学习超越瞑想（而达赖喇嘛（Dalai Lama）的著作《幸福的艺术》成为了畅销书，他能够在纽约中央公园或伦敦温布利体育场吸引大批观众。
在一些国家，佛教是第二大宗教。FWBO是西方最大和增长最快的佛教组织之一。
对于基督教和犹太教来说，轉世的信仰从未成为官方教义的一部分，或者至少在基督教中，它在公元553年的第二次君士坦丁堡大公会议上以微弱多数被否决后成为正式异端教义。然而，几乎所有西方国家的民意调查显示，这种信仰存在相当高的水平。在1940年代进行的“困惑的人”调查表明，英国只有4%的人相信转生。几年后，杰弗里·戈勒（Geoffrey Gorer）进行的调查显示，这一比例为5%（1955年，第262页）。然而，到了1967年，这个比例已经上升到18%，并在1979年进一步增长到29%，比早期“困惑的人”数据增长了六倍。艾琳·巴克（Eileen Barker）报告称，大约五分之一的欧洲人现在表示他们相信转世。
业报，这个概念源自古印度，是印度教、佛教和其他东方宗教的关键概念，已经深入西方文化意识。约翰·列侬（John Lennon）1970年的单曲“即时业力！”被认为在西方世界普及了业力，现在已成为当今广为人知和流行的概念，引起了流行语和模因，并在其他形式的西方流行文化中出现。
覺察和佛教冥想，在亚洲非常流行，如今已在西方获得了主流的普及。

### 政治

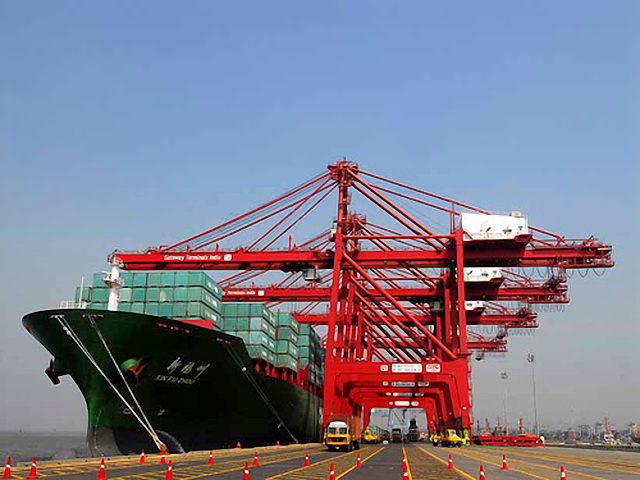
一艘来自东亚的集装箱船的货物在印度新孟买的贾瓦哈拉尔·尼赫鲁港卸货。亚洲国家经济一体化程度的提高也使它们在政治上更加紧密。

中国和在较小程度上印度在国际组织和世界大国中的全球政治地位已经上升，这导致美国和欧洲联盟更积极地参与与这两个国家的接触过程。中国还是联合国安全理事会的常任理事国。尽管印度不是常任理事国，但有可能成为一名，或者至少获得更有影响力的地位。日本也试图成为联合国安全理事会的常任理事国，尽管这两个国家的努力遭到了其他亚洲国家的反对（例如，巴基斯坦反对印度的申请；中国、韩国和北朝鲜反对日本的申请）。
在21世纪，亚洲地区可能会围绕东盟和其他自由贸易协议的基础进一步发展一个亚洲区域性集团。然而，不同亚洲国家的国家领导层对中国在该地区的霸权野心存在一些政治担忧。另一个新组织，东亚峰会，也可能会创建一个类似欧盟的贸易区。
俄罗斯总理叶夫根尼·普里马科夫鼓励了俄中印三方联盟的想法，这一想法最早由印度战略家马德哈夫·达斯·纳拉帕特在1983年提出，并支持多极世界的观点。

### 人力资本
2007年世界银行有关全球化的报告指出：“不断提升的教育水平也至关重要，平均而言，它提高了亚洲的增长率0.75至2个百分点。” 通过提供高质量教育快速扩展人力资本在整个亚洲地区发挥了重要作用，这对于“提高预期寿命和经济增长，甚至对于制度质量和社会是否能够过渡成为现代民主国家”也产生了重大影响。

### 3G（全球增长引擎）
亚洲地区中具有最有前景增长预期的国家包括：孟加拉国、中国、印度、印度尼西亚、伊拉克、蒙古、菲律宾、斯里兰卡和越南。根据预测，发展中亚洲地区将成为直至2050年增长最快的地区，其增长受到人口和收入的增长推动，11个3G国家中有9个位于亚洲。越南在全球增长发动机指数中排名最高，中国排名第二，指数为0.81，印度紧随其后，指数为0.71。
根据汇丰银行贸易信心指数（TCI）和汇丰贸易预测的报告，有四个国家的贸易量增长显著，分别是埃及、印度、越南和印度尼西亚。预计这些国家的贸易增长将至少持续到2025年，年均增长率达到7.3%。

### 下一个 11
"下一个 11"（也以数字名称N-11而闻名）是高盛投资银行和经济学家吉姆·奥尼尔在一份研究报告中指出的十一个国家，包括孟加拉国、埃及、印度尼西亚、伊朗、墨西哥、尼日利亚、巴基斯坦、菲律宾、土耳其、韩国和越南。这些国家被认为具有潜力在21世纪与金砖四国/金砖国家一起成为世界最大的经济体。该银行于2005年12月12日选择了这些国家，它们都展现出有望投资和未来增长的良好前景。到2011年底，四个主要国家（墨西哥、印度尼西亚、尼日利亚和土耳其），也被称为“MINT”，占据了下一个 11 GDP的73%。金砖国家的GDP为13.5万亿美元，而MIKT国家的GDP接近其中的30%，为3.9万亿美元。

## 实现亚洲世纪的挑战
亚洲的增长并不是确保的。其领导者将不得不应对多重风险和挑战，特别是：
- 国内不断加剧的不平等，财富和机会主要集中在上层社会。这可能会削弱社会凝聚力和稳定性。
- 许多亚洲国家将无法进行必要的基础设施、教育和政府政策方面的投资，以帮助他们避免陷入“中等收入陷阱” 。
- 激烈的竞争，争夺有限的自然资源，如土地、水源、燃料或食物，因新兴富裕的亚洲人追求更高生活水平而加剧。
- 全球变暖和气候变化可能威胁农业生产、沿海人口和众多大城市地区。
- 中国和印度之间的地缘政治竞争。
- 蔓延的腐败问题困扰着许多亚洲国家政府。[75]
- 人口老龄化对经济持续发展的直接影响（例如劳动力减少、消费模式改变、共财政压力[76])

## 批评
尽管有预测表明亚洲在经济和政治实力上不断增强，但“亚洲世纪”的观念也受到了批评。这包括高速增长持续可能导致革命、经济衰退和环境问题，尤其是在中国大陆。

## 进一步阅读
- 马布巴尼，基绍尔（2009年）。《新亚洲地缘：全球权力向东方的不可抗拒转移》。PublicAffairs出版。国际标准书号 9781586486716 。

### 其他的
演讲和政治声明
- “牢固的中印关系将迎来真正的亚洲世纪：温家宝总理‘中华人民共和国国务院总理温家宝评论
- “总统向亚洲协会讲话，讨论印度和巴基斯坦” （页面存档备份，存于）美国总统布什称21世纪不是亚洲世纪，而是自由世纪
- “印度的力量是无限的” （页面存档备份，存于）中国商务部部长薄熙来谈印度与中国大陆的未来增长与合作，2006年

预测
- NIC 2020 描绘全球未来
- 金砖四国论文-pdf
- 杰弗里·萨克斯的《欢迎来到亚洲世纪……》 （页面存档备份，存于）

批评
- “中国、印度超级大国？没那么快！” （页面存档备份，存于）
- 《亚洲世纪》 （页面存档备份，存于）一篇对比美国世纪与亚洲世纪的社论。
- "全新风貌？澳大利亚的亚洲世纪"存档于2021年6月24日在网站时光机上的Erenlai上关于亚洲世纪文化方面的文章